# NGC 1425
NGC 1425 is een spiraalvormig sterrenstelsel in het sterrenbeeld Oven. Het hemelobject ligt 60 miljoen lichtjaar (17 × 106 parsec) van de Aarde verwijderd en werd op 9 oktober 1790 ontdekt door de Duits-Britse astronoom William Herschel.

## Synoniemen
- PGC 13602
- ESO 419-4
- MCG -5-9-23
- UGCA 84
- IRAS 03401-3002